# Tatiana Tomàixova
Tatiana Ivànovna Tomàixova (rus: Татьяна Ивановна Томашова, Perm, Rússia, 1 de juliol de 1975) és una atleta russa, especialista en la prova de 1.500 m, amb la qual ha aconseguit ser campiona del món el 2003 i el 2005.

## Carrera esportiva
Ha guanyat dues medalles d'or en la prova de 1500 metres, en els mundials de París 2003 –per davant de la turca Süreyya Ayhan i la britànica Hayley Tullett– i a Hèlsinki 2005, amb un temps de 4:00.35 segons, per davant de la seva compatriota russa Olga Iegórova i de la francesa Bouchra Ghezielle.
A més ha aconseguit una medalla de plata a les Olimpíades d'Atenes 2004 també en la prova de 1.500 metres.